# Michel Merlet
Pour les articles homonymes, voir Merlet.
Michel Merlet est un compositeur et pédagogue français, né à Saint-Brieuc le 26 mai 1939.

## Biographie
Michel Merlet étudie la musique au Conservatoire de Paris, où il a comme professeur Tony Aubin. Il y obtient les prix de clavecin, musique de chambre, contrepoint, fugue, composition et analyse musicale (dans la classe d'Olivier Messiaen). À partir de 1978, il y enseignera la fugue, succédant à ce poste à Yvonne Desportes. 
Il remporte le Grand Prix de Rome en 1966.
En 1979, il est chargé d'enseigner l'écriture musicale à l'Académie Internationale d'été japonaise, et à partir de 1985, il enseigne en Chine au Conservatoire de Shanghai et au Conservatoire Central de Pékin, l'écriture, l'orchestration, l'analyse et la composition.
Il est actuellement professeur de composition à l’École Normale de Musique de Paris et à la Schola Cantorum de Paris.
En 1995, invité en Grèce, il y enseigne la composition et l'orchestration au conservatoire d'Athènes.
En 2001, l'European American Musical Alliance lui commande des masters classes destinées aux étudiants de plusieurs universités aux États-Unis, dont la Juilliard School à New York.
Michel Merlet est membre des jurys de nombreux concours internationaux, dont le concours Marguerite-Long.

## Œuvres principales
- Chacone pour flûte et piano (1970)
- Concert-in-quarto pour violon et orchestre à cordes (1979)
- Concerto pour piano et orchestre de chambre, opus 35 (1983)
- Concerto pour  2 pianos et orchestre (1989-92)
- Diptyque (Arioso – Églogue) pour voix et piano (1963), arr. clarinette et piano (1972)
- Divertimento da camera, 9 intermezzi pour orchestre à cordes, opus 17 (1970)
- En tout sens pour flûte et piano, opus 11 (1966)
- Gravitations pour baryton et piano (1962)
- Hommage à Manuel de Falla pour clavecin, opus 15 (1969)
- Images pour “Les Contes du chat perché” pour accordéon de concert (1972)
- Jeu de quartes pour piano (1973)
- Le Monde s'ouvre pour trompette et piano, opus 12 (1967)
- Le Roque de sol-ut-ré, 3 pièces pour flûte opus 43 (1995)
- Moirures, poème symphonique opus 25 (1976)
- 5 Motets a cappella pour 12 voix (1987)
- Musique pour deux pianos, opus 7 (1965)
- Ostinato pour alto et piano, opus 37 (ca 1981)
- Passacaille pour harpe (d’après Ostinato BWV 582 de J.-S. Bach) (1972)
- Passacaille et fugue pour piano, opus 36 (1986)
- Prélude Interlude Postlude pour violoncelle et piano, opus 39 (1992)
- 24 Préludes pour piano, opus 31 (1981)
- Psalmos, adagio pour cordes (1978)
- Quatuor à cordes (1983-85)
- Six études symphoniques pour piano, opus 45 (2000), version pour orchestre (2007)
- Sonate pour piano et violon, opus 6 (1963)
- Sonatine en trois mouvements pour flûte et piano, opus 14 (1968)
- Sonatine pour piano, opus 9 (1966)
- Stabile pour clarinette et piano, opus 13 (1967)
- Suite pour trio à cordes en 5 mouvements, opus 41 (1990)
- Triptyque symphonique (1965)
- Trio pour violon (ou flûte), violoncelle et piano (ou clavecin), opus 24 (1973)
- Une soirée à Nohant, élégie pour violoncelle et piano, opus 30a (1979), version avec orchestre à cordes, opus 30b (1987)
- Variations pour quatuor de saxophones, opus 32 (1981)

## Récompenses
- 1er Grand Prix International de la Guilde du disque (1965)
- Grand Prix de Rome (1966)
- Prix National Pineau-Chaillou (1966)
- Prix Jacques-Durand, décerné par l'Institut de France (1974)
- Prix Chartier, décerné par l'Institut de France (1976)
- Prix Stéphane-Chapelier, décerné par la SACEM (1977)
- Prix International de Naples (1987)

## Distinctions
- Chevalier des Arts et des Lettres (1989)
- Chevalier de la Légion d'honneur (2006)

## Discographie
- 24 Préludes pour piano, par Éric Heidsieck. LP Cybelia CY 704 (1983) ; réédition CD Intégral Classic INT 221.124 (2002)  (EAN 3 576072 211240)
- « Musique de chambre » : Trio op. 24 ; Sonate pour piano et violon ; Une soirée à Nohant, pour violoncelle et piano. Pascal Devoyon, piano, Jean-Jacques Kantorow, violon, Philippe Muller, violoncelle. LP Cybelia CY 713 (198?) ; réédition avec la Suite pour trio à cordes, par le Quatuor Cherubini en trio : CD Integral Classic INT 221.139 (2004)  (EAN 3 576072 211394)[1], et CD Continuo Classics CC 211139 (2018)  (EAN 3 576072 211394)
- « Œuvres orchestrales » : Concerto pour piano et orchestre, avec Jean-Claude Pennetier, dir. J.-J. Kantorow ; Divertimento da camera, par l'Orchestre national d’Auvergne, dir. J.-J. Kantorow ; Moirures par l' Orchestre philharmonique de la radio néerlandaise, dir. Jean Fournet ; Six études symphoniques, par l'Orchestre d’harmonie de la Musique de l'air, dir. Claude Kesmaecker. CD Continuo Classics CC 777.713 (2014)  (EAN 3 770000 059137)[2]
- Diptyque. Victoria Soames-Samek, clarinette, John Flinders, piano. CD « Solos de concours II » Clarinet Classics CC050 (2005, UK)  (EAN 5 023581 005023)
- Musique pour deux pianos. Rikako Murata et Pascal Devoyon. CD Regulus RGCD 1024 (2008)  (EAN 4 529612 002401)
- Chacone. Georges Lambert, flûte, Louis-Claude Thirion, piano. CD L'Esprit français (2010)  (EAN 3 760179 441819)
- Passacaille et fugue. Orlando Bass, piano. CD « Piano Modern Recital vol. 2 » Indésens INDE104 (2017)  (EAN 3 760039 831262)
- Jeu de quartes ; Passacaille et fugue. Matthew Odell, piano. CD « Connections » Albany Records TROY1759 (2019, USA) (UPC 034061175926)
- Chinon, présentation à Charles VII, deuxième tableau de la Fresque musicale sur la vie de Jeanne d’Arc (collectif). Solistes et orchestre, dir. Philippe Ferro. CD « Hommages » Klarthe Records KLA003 (2015, DE)  (EAN 3 149028 066029) (OCLC 10044751847)

## Sources
Notice de présentation de l'enregistrement du disque vinyle référencé ci-dessus, éditions Cybelia
- Notices d'autorité :   - VIAF
  - ISNI
  - BnF (données)
  - IdRef
  - LCCN
  - GND
  - CiNii
  - Pologne
  - NUKAT
  - WorldCat